# И грянул шторм
«И гря́нул шторм» (англ. The Finest Hours) — американский триллер-катастрофа 2016 года, пятый полнометражный фильм режиссёра Крейга Гиллеспи и продюсера Walt Disney Pictures. Сценарий, написанный Эриком Джонсоном, Скоттом Сильвером и Полом Тамаси, основан на романе Майкла Дж. Тоджайса и Кейси Шерман «Самоотверженные часы». Главные роли исполнили Крис Пайн, Кейси Аффлек, Бен Фостер, Холлидей Грейнджер, Джон Ортис, Эрик Бана.
Фильм основан на реальном событии 1952 года спасения береговой охраной США экипажа судна «Пендлтон» (англ. SS Pendleton), пополам разорванного штормом возле побережья Новой Англии.
29 января 2016 года фильм вышел в прокат в США в форматах Disney Digital 3D, RealD 3D и IMAX 3D. Фильм, получивший неоднозначные отзывы критиков, был признан провальным в прокате, поскольку собрал всего 52 миллиона долларов по всему миру при производственном бюджете в 70-80 миллионов долларов.

## Сюжет
Бернард Веббер, член команды станции береговой охраны в Чатем, Массачусетс на Кейп-Код, влюбляется в местную девушку, Мириам Пентинен. Влюблённые планируют пожениться 16 апреля, но согласно традициям береговой охраны Берни должен получить разрешение от командира станции, Даниэля Клаффа. В день, когда Берни собирается попросить это разрешение, его посылают командиром лодки CG 36500 (англ. Coast Guard Motor Lifeboat CG 36500) спасти экипаж танкера «Пендлтон», который попал в шторм Нористер и разломился пополам возле побережья Чатема. В экипаже лодки были также Эндрю Фицджеральд, Эрвин Маске и Ричард Ливси.
Когда об этом узнаёт Мириам, она, как и все другие жители городка, считает спасательную операцию самоубийством. Некоторые полагают, что командир Клафф, будучи не местным, не знает об особенностях опасной погоды. Мириам едет на станцию, чтобы убедить Клаффа вернуть Берни. Клафф отказывается и  распоряжается выгнать Мириам со станции.
Берни направляется к разбитому танкеру, хотя при преодолении прибойной зоны теряет компас. В конце концов его лодка, рассчитанная на 12 человек, спасает 32 человека. На обратном пути ситуация осложняется тем, что Чатем остаётся без электричества и нет возможности ориентироваться на огни. Однако, Мириам и другие жители города ставят свои автомобили у берега и включают фары.
Бернард Веббер и его команда получили Золотую медаль за спасение. Через два месяца Берни и Мириам женятся. Они проживут вместе 58 лет до смерти Берни 24 января 2009 года. Мириам умерла 14 мая 2011 года.

## В ролях
В фильме задействовано свыше 70 актёров, не считая актёров массовки.
| Актёр                                      | Роль                                                    |
| ------------------------------------------ | ------------------------------------------------------- |
| Крис Пайн                                  | Бернард Веббер (Bernand C. Webber)                      |
| Кейси Аффлек                               | Рэй Сиберт (Ray Sybert)                                 |
| Бен Фостер                                 | Ричард Ливси (Richard Livesey)                          |
| Эрик Бана                                  | Даниэль Клафф (Daniel Cluff)                            |
| Холлидей Грейнджер                         | Мириам Веббер (Miriam Webber)                           |
| Джон Ортис                                 | Уоллес Квирей (Wallace Quirey)                          |
| Кайл Галлнер                               | Эндрю Фицджеральд (Andy Fitzgerald)                     |
| Джон Магаро                                | Эрвин Мэске (Ervin Maske)                               |
| Грэм Мактавиш                              | Фрэнк Фото (Frank Fauteux)                              |
| Майкл Реймонд-Джеймс                       | Д. А. Браун (D.A. Brown)                                |
| Биганов Иосиф (англ. Biganov Josef)        | Мел Гоутхро (Mel Gouthro)                               |
| Джош Стюарт                                | Чуда Сазерленд (Tchuda Southerland)                     |
| Абрахам Бенруби                            | Джордж «малыш» Майерс (George 'Tiny' Myers)             |
| Кинан Лонсдейл                             | Элдон Ханан (Eldon Hanan)                               |
| Рэйчел Броснахэн                           | Беа Хансен (Bea Hansen)                                 |
| Бен Колдыке (англ. Ben Koldyke)            | Доналд Бангс (Donald Bangs)                             |
| Матфей Махер (англ. Matthew Maher (actor)) | Карл Никерсон (Carl Nickerson)                          |
| Иустин Бланчард (англ. Justin Blanchard)   | Ваин Вилсон (Wayne Wilson - Hi Hat Dancer (uncredited)) |

## Производство

### Подготовка и финансирование
В августе 2011 года кинокомпания Уолт Дисней Пикчерз приобрела права на роман 2009 года «Самоотверженные часы». Пол Тэймеси и Эрик Джонсон написали по книге базовый сценарий и провели интервью с оставшимися выжившими. В мае 2013 года для съёмки фильма был нанят Роберт Швентке. Однако, Швентке покинул проект для снятия фильма Инсургент и в апреле 2014 года был заменён Крэйгом Гиллеспи. Кастинг продолжался с апреля по октябрь 2014 года.

### Съёмки
Съёмки начались 8 сентября 2014 года в Куинси, Массачусетс. 27 октября съёмка фильма на Fore River Shipyard в Куинси. Также планировалось снять различные места южного побережья, а затем в декабре переехать в Чатем, Массачусетс. В начале декабря съёмки фильма перешли в город Маршфилд, Массачусетс. Художник-постановщик Майкл Коренблит воспроизвел интерьер Пендлтона. Монтаж продлился один год с обработкой 1000 визуальных эффектов.

## Прокат и кассовые сборы
Walt Disney Studios Motion Pictures первоначально объявила выход фильма на 15 апреля 2016 года, затем на 9 октября 2015 года, позже окончательной датой выхода фильма объявлено 29 января 2016 года. Первый трейлер к фильму был показан 8 июля 2015 года. Второй трейлер был выпущен 11 ноября 2015 года. Премьера фильма состоялась 15 января 2016 года на кинофестивале Коронадо Айленд. Мировая премьера состоялась 25 января в китайском театре TCL в Голливуде, Калифорния.
К 7 февраля 2016 года «И грянул шторм» собрал 18,4 млн долларов в Северной Америке и 5,8 млн долларов в других странах мира, в общем количестве 24,2 млн долларов, по сравнению с бюджетом фильма в 80 млн долларов.
Фильм вышел в прокат в Северной Америке наряду с фильмами Кунг-фу панда 3, Пятьдесят оттенков чёрного и Джейн берёт ружьё. В первый уик-энд в 3143 кинотеатрах кассовые сборы ожидались в размере 10-13 млн долларов. Фильм собрал 375 тыс. долларов в ночной предпоказ в четверг и 3,3 млн долларов в первый день проката. За первые выходные фильм собрал 10,3 млн долларов, став четвёртым по кассовым сборам за неделю.

## Критика
«И грянул шторм» получил смешанные рецензии от критиков. На сайте Rotten Tomatoes рейтинг фильма получил 61 %, основанный на 119 оценках со средним рейтингом 6,1 из 10. На сайте Metacritic фильм оценён на 58 из 100.